# Виноградів
Виногра́дів (до 1946 року Се́влюш) — місто на заході України, у Берегівському районі Закарпатської області, центр Виноградівської міської громади. Виноградів — центр великого сільськогосподарського району, і зв'язаний мережею залізничних і автомобільних магістралей з іншими містами області. Близькість до кордону з Угорщиною та Румунією (не більше 15–20 кілометрів) сприяє налагодженню тісних контактів з іноземними інвесторами.

## Назва
Севлюш вперше згадується в 1262 році, коли Іштван V надав містечку статус вільного королівського міста. Сама ж назва «Севлюш» з'явилася в XV столітті, що в перекладі з угорської означає «виноградний». 1946 року Севлюш перейменований у Виноградів. Назви міста іншими мовами:
- їдишем סעליש (Сейлеш),
- латинською Szeuleus,
- польською Winogradów,
- румунською Seleușu,
- російською Виноградов,
- словацькою (Veľký) Sevľuš, Vinohradov(o),
- угорською Nagyszőlős,
- чеською (Velká/Velký) Sevl(j)uš.

## Географія

### Розташування
Місто розташоване в південній частині Закарпатської області, під внутрішнім вулканічним поясом Східних Карпат, на Закарпатській низовині, де Тиса поділяє цей пояс на західну і східну частини. Розкинулося праворуч річки Тиси біля підніжжя Чорної гори (570 м над рівнем моря), яка колись, до появи людини, була активним вулканом, її форма, вигаслі кратери та розкидані великі камені — вулканічні бомби — свідчення цього.
Відстань до обласного центру (місто Ужгород) — 108 км, до кордону з Угорщиною — 15 км, з Румунією — 9 км, зі Словаччиною — 80 км, з Польщею — 110 км.

### Клімат
За кліматичною класифікацією Кеппена — Гейгера клімат міста є помірним, морським (Cfb). Середня температура в липні становить 22-25°С, у січні — 3°-4°С. Опадів випадає близько 750 мм в рік, найбільше (бл.88 мм на місяць) у червні та липні. Зима коротка: починається в середині грудня і триває 2,5-3 місяці. Часто бувають відлиги, сніговий покрив нестійкий і малопотужний.
| Клімат Виноградова                                              | Клімат Виноградова | Клімат Виноградова | Клімат Виноградова | Клімат Виноградова | Клімат Виноградова | Клімат Виноградова | Клімат Виноградова | Клімат Виноградова | Клімат Виноградова | Клімат Виноградова | Клімат Виноградова | Клімат Виноградова | Клімат Виноградова |
| Показник                                                        | Січ.               | Лют.               | Бер.               | Квіт.              | Трав.              | Черв.              | Лип.               | Серп.              | Вер.               | Жовт.              | Лист.              | Груд.              | Рік                |
| Середній максимум, °C                                           | −1                 | 2                  | 7                  | 16                 | 20                 | 25                 | 26                 | 25                 | 21                 | 15                 | 8                  | 2                  | 14                 |
| Середня температура, °C                                         | −2,8               | −0,2               | 4,7                | 10,7               | 15,6               | 18,5               | 19,9               | 19,4               | 15,5               | 10,3               | 4,6                | −0,4               | 9,7                |
| Середній мінімум, °C                                            | −6                 | −3                 | 1                  | 6                  | 9                  | 13                 | 14                 | 13                 | 10                 | 6                  | 3                  | −2                 | 5                  |
| Норма опадів, мм                                                | 57                 | 47                 | 49                 | 46                 | 71                 | 88                 | 86                 | 71                 | 54                 | 50                 | 59                 | 70                 | 748                |
| --------------------------------------------------------------- | ------------------ | ------------------ | ------------------ | ------------------ | ------------------ | ------------------ | ------------------ | ------------------ | ------------------ | ------------------ | ------------------ | ------------------ | ------------------ |
| Джерело: Кліматичні дані Виноградова на сайті«www.meteoprog.ua» |                    |                    |                    |                    |                    |                    |                    |                    |                    |                    |                    |                    |                    |

Над містом Виноградів на виступі Чорної Гори стоїть замок «Канків», який має чотирикутну форму. Це один із найстаріших замків Закарпаття, що стоїть на місці давнього слов'янського городища початку Х століття.

## Населення

### Національний склад
Розподіл населення за національністю за даними перепису 2001 року:
| Національність  | Відсоток |
| --------------- | -------- |
| Українці        | 80,84 %  |
| Угорці          | 14,31 %  |
| Росіяни         | 3,54 %   |
| Інші/не вказали | 1,31 %   |

### Мовний склад
Рідна мова населення за даними перепису 2001 року:
| Мова       | Чисельність, осіб | Доля     |
| ---------- | ----------------- | -------- |
| Українська | 20 846            | 82,13 %  |
| Угорська   | 3 436             | 13,54 %  |
| Російська  | 970               | 3,81 %   |
| Інше       | 131               | 0,52 %   |
| Разом      | 25 383            | 100,00 % |

## Історія

### У складіУгорського королівства

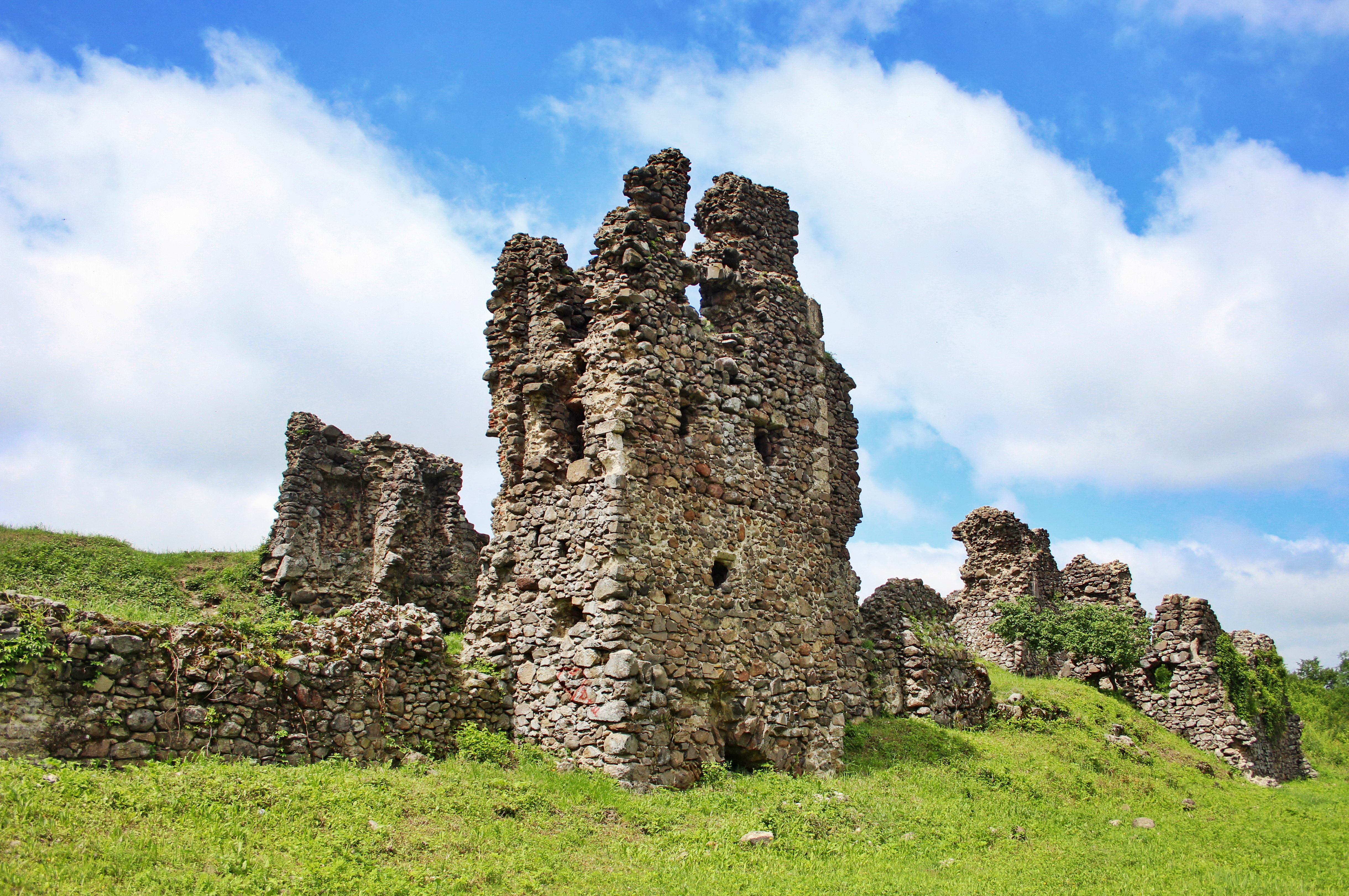
Замок Канків

Після монгольської навали 1240—1241 територія теперішнього Виноградівського району, як і всього краю, зазнала значного спустошення. Угорський король Бела IV закликав на ці землі німецьких та італійських колоністів. Стали виникати нові поселення, заселятися нові місцевості. Король Стефан I Святий поділив країну на адміністративні райони — комітати. Спочатку це були «королівські комітати» (столиці), на чолі яких стояв призначений королем «ішпан» (наджупан). Але вплив дворян дедалі зростав і після видання королем Андраша II «Золотих булл» 1222 року, «королівські комітати» перетворилися у «дворянські комітати». Наджупана й надалі призначав король, але дворяни обирали піджупана, який мав вирішальну роль.
1262 року у латинських документах поселення згадується як королівське місто Севлюш, що надавало власні самоврядування і суд. Населення мало право обирати старосту (голову міста) і священників, вільно вселятися і виселятися, будувати млини, займатись полюванням і рибальством. Барон не мав права поселитися між громадянами міста.
Містяни сплачували невеликий земельний податок і в королівську армію посилати одного озброєного вояка. Місто мало право вільного базару по четвергах. Громадянам міста забезпечувалося право вільної переправи через Тису і вільного користування дорогами. Ці привілеї 1294 підтвердив король Андрій III, 1319 і 1329 — король Карл I Роберт. 1355 чотири поселення — Королеве, Сасове, Чорний Ардів і Веряця отримали спільну привілейну грамоту від короля Лайоша Великого. Однак зі спірних питання зверталися до Севлюського старости та його присяжних. Королівські привілеї поширювалися і на міську парафію, підпорядковану Естергомському Митрополитові.
1301 помер угорський король Андрій Третій, останній із династії Арпадовичів. Папа Боніфацій VIII призначив угорським королем принца Неаполітанського з родини Анжу — Карла Роберта. Цей король 1307 подарував місто Севлюш феодалові Беке Боршо, котрий побудував тут замок «Канків». Але частина феодалів, до яких приєднався й Беке Боршо, хотіли бачити на угорському троні чеського короля Вацлава Другого і виступили проти Карла Роберта. Цей виступ було розбито. Замок «Канків» був здобутий і зруйнований. Місто й навколишні володіння король подарував феодалові Перені за заслуги, здобуті в битві з турками 1396 біля болгарського Нікополя.
Докладніше: Виноградівський замок

### «Угоча»
Наприкінці XIII століття утворився Угочанський комітат вже як «дворянський». Назву свою дістав від назви села Угоча, що вперше згадується в документі за 1313 рік, у зв'язку з затвердженням Севлюського пароха Петра на посаді митрополита.

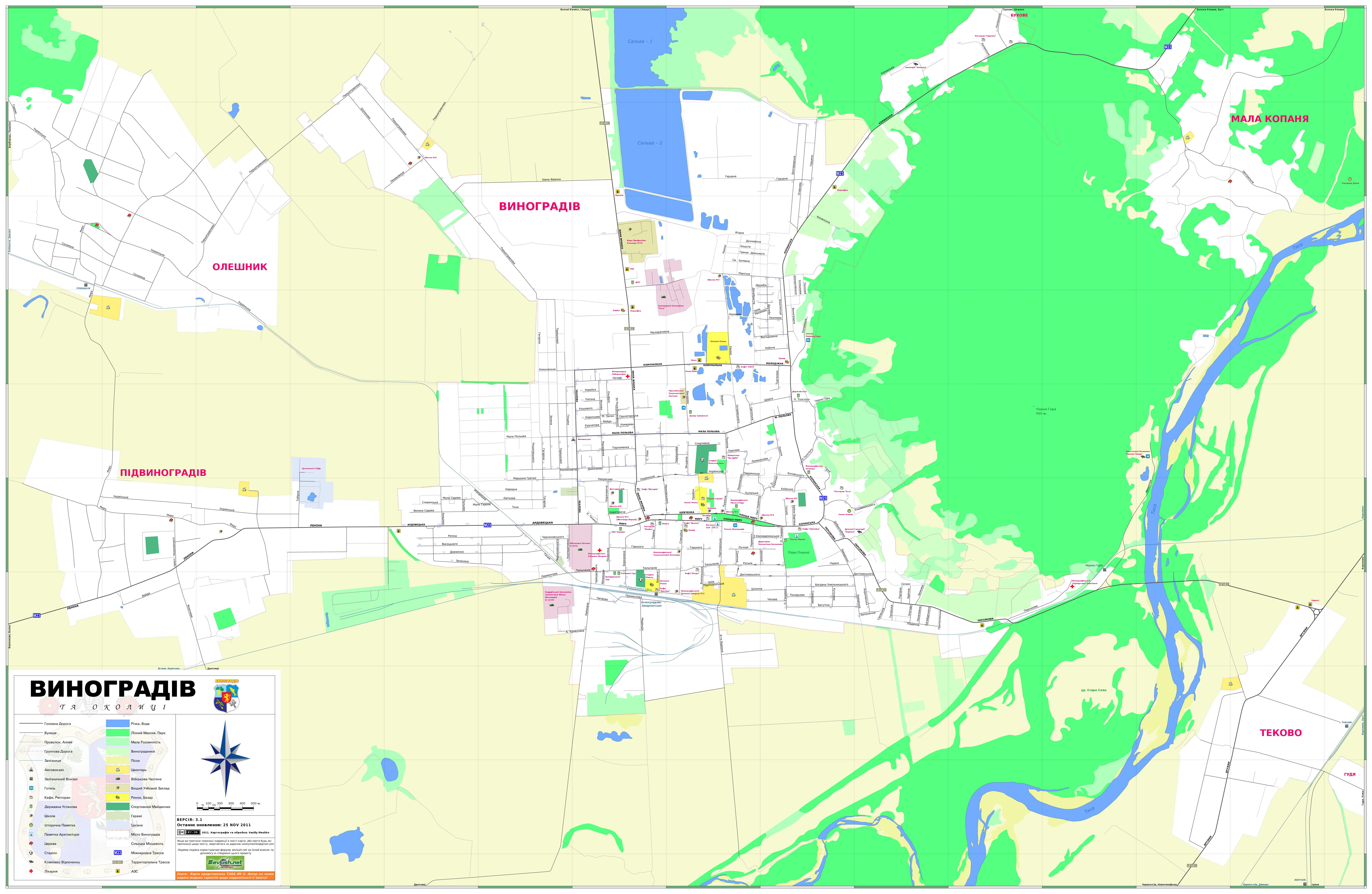
Виноградів. Детальна карта міста та околиць.

Вдруге Угоча згадується в 1332—1337 роках у папській десятинній відомості як місцевість із власним священиком. Село Угоча, що дало назву комітатові, виникло приблизно у другій половині XII століття, і, можливо, отримало назву від імені першого жупана, котрий у цьому селі жив. Починаючи вже з другої половини XIII століття, столицею головних ішпанів було село Королеве, осередок угочанського майна. Село Угоча втратило провідну роль і безслідно зникло. За твердженням деяких дослідників, воно знаходилося на околиці Сасова і, можливо, з ним злилося. За народними переказами, поселення Углича-Угоча було на великому острові, що знаходився нижче сучасного мосту на Затисянщину. Його заснували втікачі від жорстокого феодала Дракули із Марамороського села Угля. Ці вугличі випалювали дерев'яне вугілля для ковалів тирана Дракули. Згодом на острові було зведено дерев'яну фортецю, оточену земляними валами та глибокими ровами. Завданням остров'ян було ловити викрадачів солі із Солотвинських копалень. Одного разу велика повінь змила все, що було на острові.
Поселення Углича-Угоча зникло безслідно. Головними жупанами Угочанського комітату завжди були представники роду Перені. Центр домінії роду Перені був у фортеці «Нялаб» поблизу Королева. Королеве вперше згадується в історичних документах 1262, а фортеця — 1315. Перебудовою цієї фортеці у 1467 році займався італійський архітектор Арістотель Фйораванті, знаменитий тим, що за кілька років за дорученням царя Івана ІІІ побудував Успенський собор у Московському Кремлі. З 1530 у фортеці «Нялаб» перебував каноник Бенелик Ком'яті як учитель дітей Перені. Тут він переклав частину Нового Завіту з латини на угорську, 1533 цей переклад надрукували у Кракові. Це була перша книга, надрукована угорською мовою.
Як і в усій тодішній Угорщині, населення краю ділилося на кілька суспільних класів. На найнижчому рівні були раби і слуги дворян, за ними йшли напіввільні жилярі і кріпаки, потім вільні громадяни міста й привілейованих сіл, землевласники, а нагорі цієї суспільної піраміди були магнати, ішпани. За найдавніших часів угорської історії земля була власністю королів. Королі, починаючи з XIII століття, стали позичати землю окремим особам та монастирям. Землевласники дедалі більше визискували підданих, позбавляли їх привілеїв, вимагали великих податків. Дещо краще велося селянам за панування короля Матяша Корвіна (1458—1498). Він захистив селян, від свавілля дворян. Але після смерті цього «доброго» короля дворяни скасували всі пільги, надані простому люду. Народ говорив: «Помер Матяш — з ним померла й правда».
Становище селян було нестерпним. Тієї пори архієпископ Естергомський організував хрестовий похід проти турків. Похід не відбувся. Але землевласник Юрій Девжа зібрав багато селян, начебто хрестоносців, проголосив себе їхнім королем і хотів зробити переворот на користь простого люду. Повстання 1514 було жорстоко придушене, а селяни — повністю закріпачені. Рід Перені поновив фортецю «Канків» на початку XVI ст. Тут поселився орден ченців-францисканців. У XVI ст. в Угочанському комітаті поширився рух реформації, підтримуваний великими землевласниками. Внаслідок цього орден францисканців 1556 був розігнаний, а фортеця «Канків» зруйнована. Через півстоліття — з настанням проти реформації — ченці повернулися. У центрі міста було побудовано монастир і церкву святого Франциска.
Виноградів раніше від інших поселень таких, зокрема, як Берегове, Мукачеве, Ужгород одержав статус міста, однак у своєму розвитку він скоро став занепадати. Причиною цього було те, що феодали з роду Перені майже всі землі навколо міста і великої частини комітату прибрали до своїх рук, королівські привілеї скасували і робили все, щоб закріпачити населення. Найпрогресивнішим представником з роду Перені був барон Жиґмонд Перені. Він заснував у місті лікарню, подарував під неї гарну земельну ділянку на якій пізніше були зведені лікувальні корпуси. Барон був страчений за наказом Габсбургів 1849.

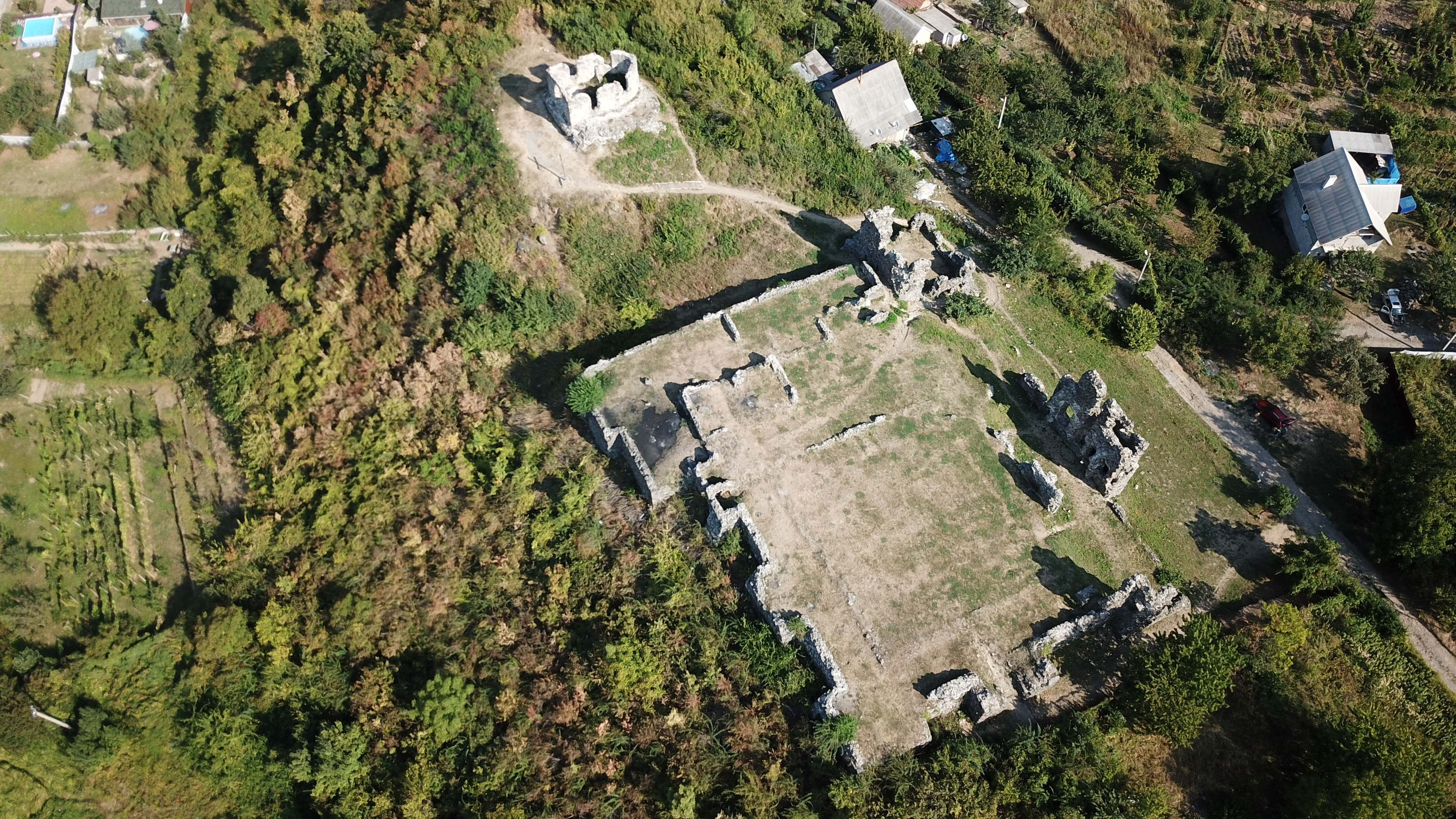
Руїни замку Канків

### Австро-Угорщина
1908 було затверджено герб міста Севлюша, частково базований на символіці давніших громадських печаток: на золотому тлі — виноградар у блакитному одязі й срібному фартусі, що тримає в правій руці три ґрона винограду. Наприкінці XIX — на початку XX ст. Севлюш вважався центром Угочанського комітату і одного з двох повітів цього комітату — Передтисянського.
До привілеїв міста належало право тижневих торгів у четвер. Торги відбувалися на міській площі (тепер площа Миру). Місто мало право вісім разів на рік влаштовувати загальнодержавні торги для продажу великої рогатої худоби. Торгували на «зборищі» поруч із лікарнею. Пізніше торговицю перенесли на вулицю І. Франка.
Чимало страждань населенню Севлюша й району завдала перша світова війна. Від голоду й холоду терпіли діти й жінки. Чоловіків до 50, а згодом — до 60 років забирали на фронт. Внаслідок цього погіршилось сільськогосподарське виробництво. Військова влада систематично забирала від громадян зерно, коней для потреб армії. Не вистачало металу для виготовлення патронів, тому конфісковували церковні дзвони від усіх конфесій.
1916 поразка австро-угорської армії на Східному фронті дала привід для посилення гноблення угорцями руського населення в краї. За свідченням угорського вченого І. Сабова, правобережну частину комітату компактно населяли русини. В більшості поселень лівобережної частини (Теково, Сасово, Гудя, Чорна Хижа, Королево, Чепа, Чорний Ардів, Бобове) русини становили більшість населення. В церковних школах заборонялась русинська мова, алфавіт, створений на основі кирилиці. Релігійні свята було наказано відзначати за Григоріанським календарем.

### Чехословаччина

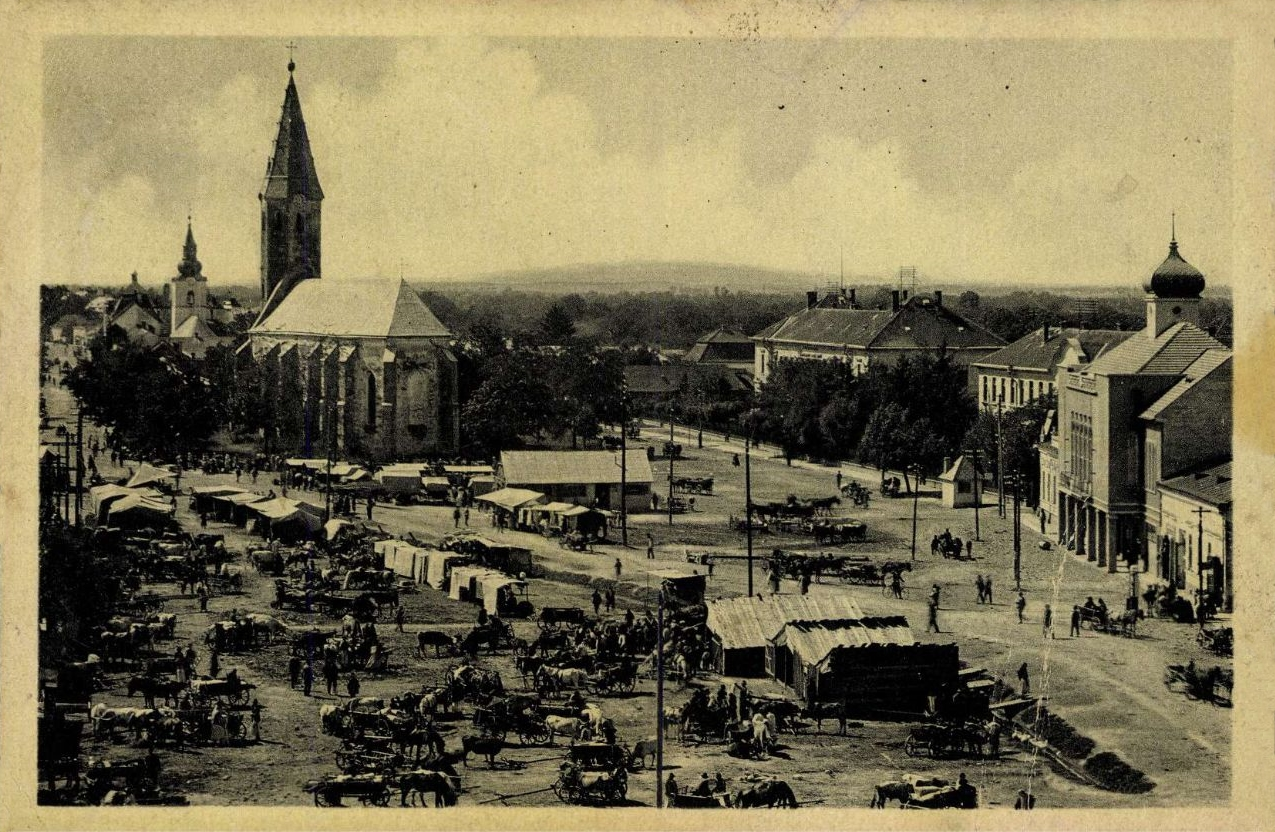
1929 рік

Ужгородська Центральна Руська Народна Рада 8 травня 1919 року одностайно ухвалила рішення про приєднання Підкарпатської Русі до ЧСР. На підставі цих рішень Сен-Жерменська мирна конференція, що оформила розпад Австро-Угорщини на ряд самостійних держав, 10 вересня 1919 року визначила умови приєднання Підкарпатської Русі до Чехословаччини. У Севлюш чехословацьке військо увійшло 30 травня 1920.
У липні 1921 відбулися невеликі компенсаційні обміни територіями між ЧСР і Румунією. Розпочався 20-річний період відносно спокійного розвитку міста і району, ожило освітянство. У місті працювали три однокласні церковні школи: греко-католицька, римо-католицька, і реформатська. У двох останніх навчання вели угорською мовою. Була також державна початкова шестикласна школа з руською мовою навчання. В 30-х роках початкові школи перетворили у 8-класні. Діяла і чотирикласна горожанська школа з руською мовою навчання і з паралельними чеськими класами. До неї приходили учні після закінчення 4-го класу початкової школи без екзаменів. Горожанська школа давала дітям незакінчену середню освіту. В 30-х роках були відкриті окрема чеська початкова школа та єврейська школа з гебрейською мовою навчання. У місті також діяла торгова школа, де готували продавців для магазинів різного профілю, також технікум. У ньому винятково хлопці здобували спеціальності машиністів паровозів, шоферів, слюсарів, зварників, радіотехніків, майстрів художньої обробки металу. Торгову школу і технікум відвідували учні з усієї Підкарпатської Русі.
Місто на власні кошти побудувало для технікуму модерні майстерні, гуртожиток. У ньому працювала багата бібліотека з технічною та художньою літературою. У великих селах району влада відкривала чеські школи навіть якщо там не було жодної чеської дитини. Такі школи відвідували діти євреїв. У них учням видавалися підручники, зошити й усе інше безплатно. В місті працювало вечірнє промислове училище для молоді, яка приватно навчалася у ремісників і торговців. Виноградівський район за чехів поділили на нотаріати. Місто й селища Королево та Вилок мали самостійні нотаріати — громадські уряди підпорядковані комітатові. Менші села об'єднувалися в один нотаріат і мали спільне управління з підпорядкуванням Севлюському округові та комітатові. Угочанський комітат об'єднали з Марамороським із центром у Севлюші. Членів міських, селищних та сільських представництв обирали на прямих, загальних, рівних і обов'язкових виборах. Однак право обирати і бути обраним у місцеве управління не мали громадяни, котрі в даній громаді прожили менше 10 років. На чолі громадських урядів стояли староста і його два заступники, обрані громадянами, але округом керував окружний начальник (гейтман), призначений міністром внутрішніх справ. Вибори у Севлюші відбулись 1924, 1925, 1929 і 1935 роках. Найбільше голосів на виборах 1935 отримали землеробська, соціал-демократична та комуністична партії.
Республіканська землеробська партія, котра завжди очолювала уряд, вважала, що добробут громадян і міцність держави залежать від стану сільського господарства. Статистичні дані свідчать, що урожайність у ті часи була невисока. Пшениці збирали з одного гектара по 9,6 центнера, жита — 8,8; ячменю — 8,3; вівса — 9,8; картоплі — 74,9 центнера. Вина з одного гектара насаджень виробляли 15,4 гектолітра. Щоб підвищити продуктивність сільськогосподарського виробництва, аграрії намагалися всіляко поширювати агрономічні знання серед селян. З цією метою на свої кошти утримували спеціальні школи, організовували і фінансували курси для сільської молоді. Земельна державна реформа 1920—1934 років не забезпечила малоземельних і безземельних селян землею. Багато з них через це змушені були шукати роботу в західних країнах — на вугільних шахтах Франції, Бельгії і навіть США. На той час припадає переселення до району з гірських районів безземельних селян. На виділених для них землях були засновані села Руська Долина, Пушкіново й кілька хуторів між Фанчиковим та Новим Селом. Широкого розмаху набуло вирощування в районі високоякісного тютюну. Для його ферментації, побудували в місті завод, де працювало 850 робітників. Жодних інших заводів на території району за часів Чехословацької Республіки не було. Власники виноградників і фруктових садів свою продукцію вивозили до Чехії і Моравії.
За 20 років чехословацького правління у місті було вимощено бруківкою три вулиці. Це нинішні вулиці Миру, Шевченка і Станційна.
За Першим Віденським арбітражем південь Закарпаття віддано Угорщині, місто стало прикордонним, сюди була переведена учительська семінарія. Не допускалось озброєння русинів. — монополію оборони зберігала за собою чехословацька армія, яка ганебно втекла 15 березня 1939 року при наближенні угорських військ. Унаслідок цього кордон довелося захищати студентам учительської семінарії. Пластуни під проводом кошового М. Козичара знайшли двадцять крісів у казармі, залишеній чехословацькою армією. Після падіння Виноградова вони разом з гімназистами Я. Голоти взяли участь у бою на Красному полі. Завдяки затримці наступу гортистів, Сойм Карпатської України отримав можливість провести свої засідання і прийняти історичної ваги рішення.

### Українська Радянська Соціалістична Республіка
СРСР з червня 1945 року включає всю територію Підкарпатської Русі до складу УРСР, перейменувавши Підкарпатську Русь на Закарпатську Україну, а з 1946 року — на Закарпатську область. Були перейменовані і ряд населених пунктів краю. 1946 року місто отримало назву Виноградів.

## Архітектурні пам'ятки

### Палац Перені

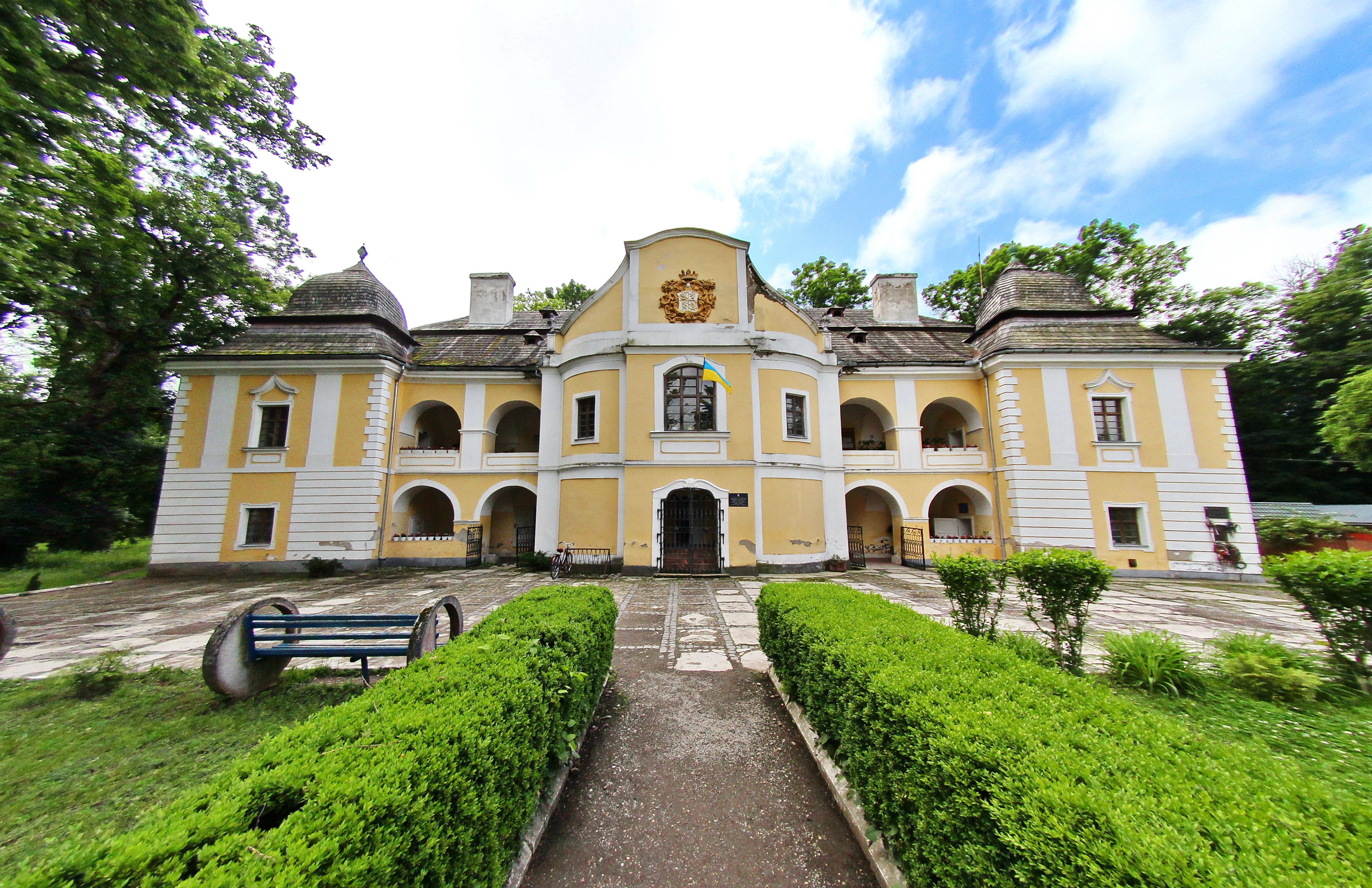
Палац Перені

У великому, але трохи занедбаному стародавньому парку ХІХ століття в південно-східній частині міста стоїть кам'яний палац баронів Перені (XIV—XVII ст.) під високим дахом. Парк первісно займав площу 12 гектарів і був розпланований у стилі еклектики. Однією з особливостей парку було те, що в ньому були облаштовані численні «променадні алеї» — кільцеві доріжки для прогулянок пішки. Відомо, що вже у середині ХІХ століття парк перебував у занедбаному стані і заростав чагарниками. Палац колись виконував фортифікаційні функції, але був перебудований на житлову резиденцію за часів бароко і набув рис відповідного архітектурного стилю. Спершу палац був одноповерховим і тільки у XVII столітті надбудували другий поверх. Відтак перший поверх палацу використовували як господарські приміщення, а на другому поверсі розташовувалися житлові приміщення. У 1989 році праворуч від входу до палацу встановлено меморіальну дошку на честь Зігмунда Перені — засновника міської лікарні. Зараз у колишній магнатській вотчині діють установи Виноградівського районного відділу освіти.
Докладніше: Палац Перені (Виноградів)

### Церква Вознесіння

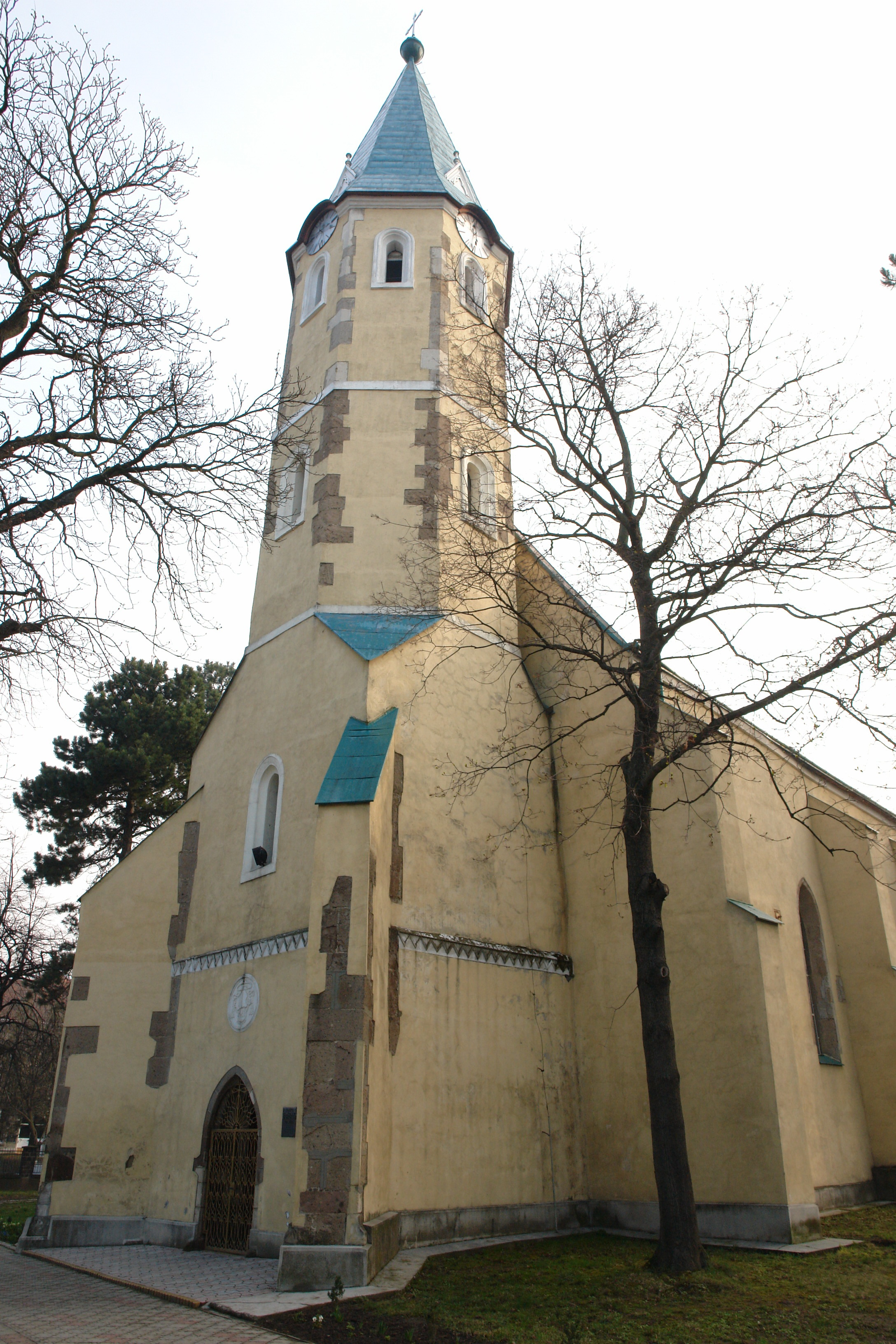
Вознесенська церква

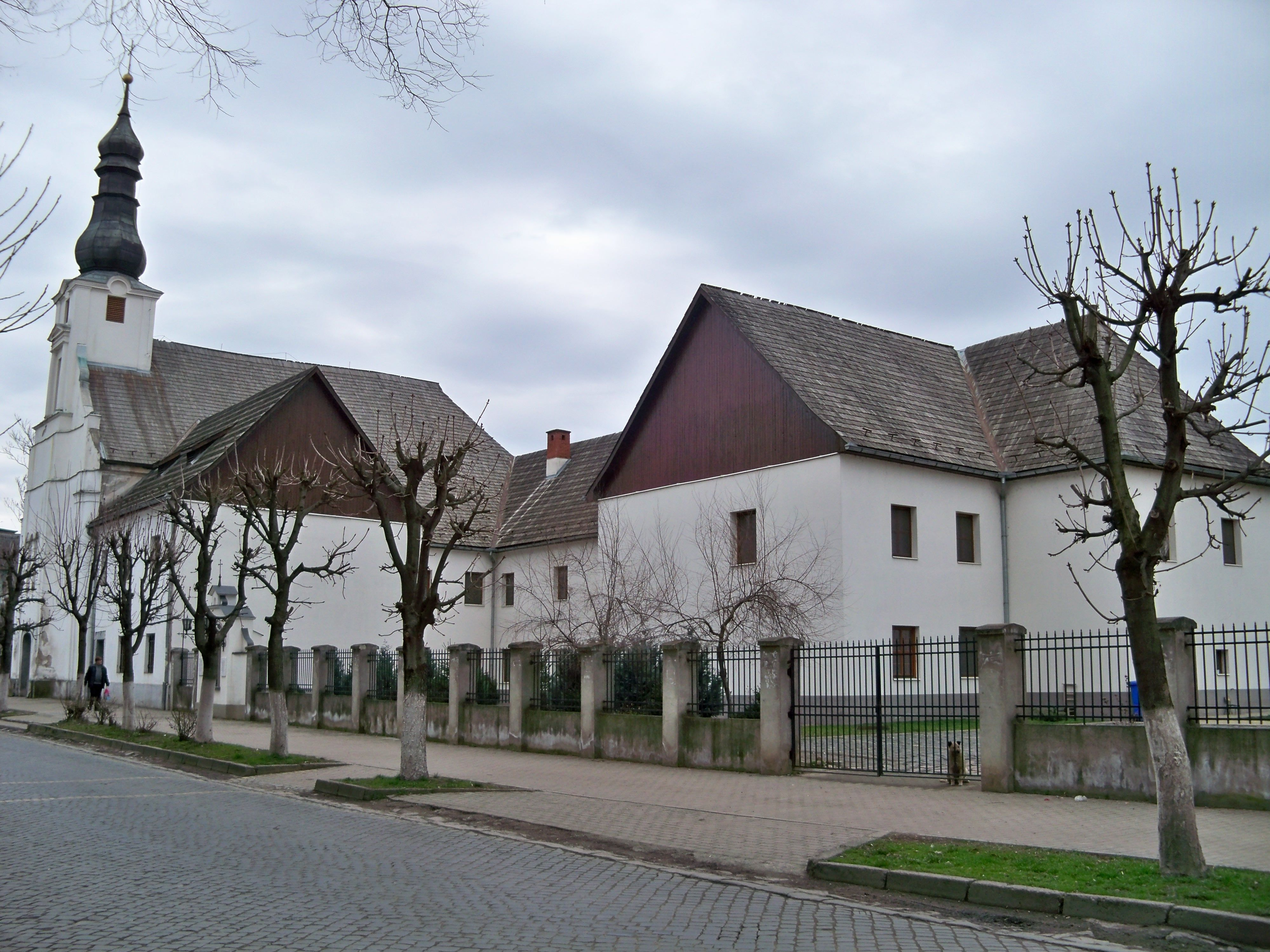
Церква францисканського монастиря

Над історичним центром міста височіє вежа-дзвіниця готичної церкви Вознесіння.
Храм побудований у XV ст. В середині XVIII ст. був реставрований. В пору розквіту міста був його громадським центром. Сюди містяни приходили не лише на богослужіння, але і збиралися для вирішення життєво важливих справ. З вежі церкви вартовий слідкував, чи не наближаються вороги. З початку XVI ст. переходить до рук францисканців. 1748 єпископ з Егера Баркоці передає древню споруду католикам. У пам'ять про цю подію над головним порталом церкви вибито герб єпископа. Фрески прикрашають храм із XIX століття. 1998 будівлю, яка тривалий час використовувалася не за призначенням, передано римо-католицькій громаді Виноградова.
Докладніше: Вознесенський костел

### Францисканський монастир
Через дорогу від костелу — споруди Францисканського монастиря. Комплекс складається з церкви (1516) під бароковим дахом на дзвіниці і двоповерхового корпусу келій, що приєднаний до храму. З південного боку збереглися залишки монастирського саду. Після навали орди Гірея (1717) храм, первісно готичний, був відбудований у формах барокової архітектури. Ще одна перебудова відбулась 1889. Збереглися розписи XIX століття. 1998 споруду передали римо-католикам міста.
Докладніше: Францисканський монастир

### Реформатська церква

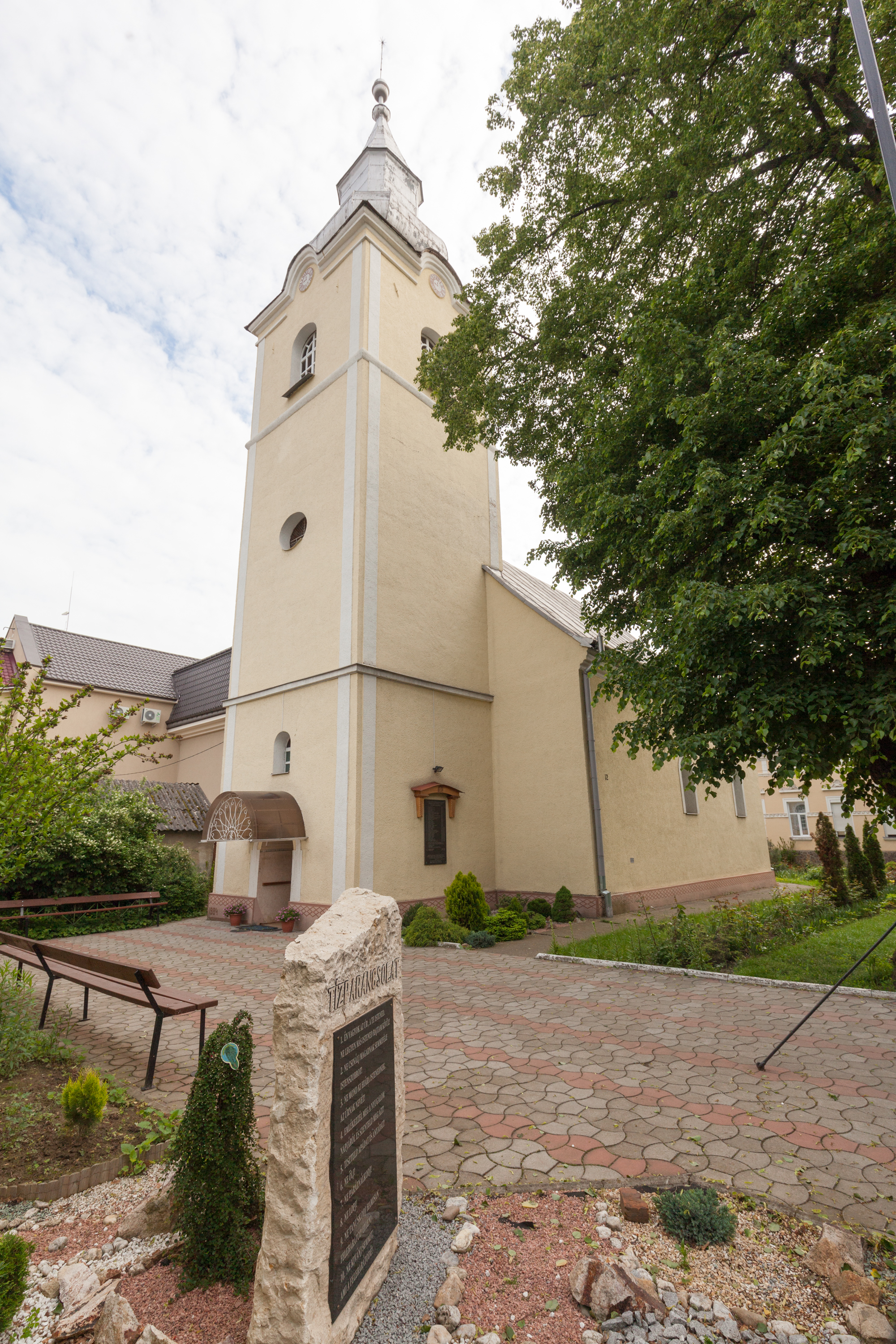
Реформатська церква

Протестантська релігійна громада існує у Виноградові ще з 1545 року. На початку існування громада молилася в дерев'яній церкві. У XIX столітті цей храм згорів. Після цього у 1828—1872 роках відбувалося будівництво кам'яної реформатської церкви. Збереглись архітектурні деталі та елементи декору на фасаді, зокрема портик над входом, металева брама та арочний вхід.

### Інші пам'ятки
Скульптура ангела-хранителя міста, встановлена перед будинком міськради, греко-католицька церква (1796 рік), а також колишня синагога (XIX століття).
З 1965 року працює Виноградівський історичний музей (вул. Шевченка, 6).
Мініскульптури Виноградова
1. 14 жовтня 2017 року була відкрита мініскульптура «Тут був Барток» — так назвав першу мініскульптуру у Виноградові. Скульптор Михайло Колодко. У Севлюші майбутній геній разом із матір'ю та сестрою провів кілька років і дав перший сольний концерт у залі будинку тодішнього жупанату. Тут він вперше виконав і власний музичний твір «Течія Дунаю»[12].
2. Четверта мініскульптура солекопа в рамках туристичного маршруту «Соляний шлях Закарпаття». Розташована у замку Канків[13].

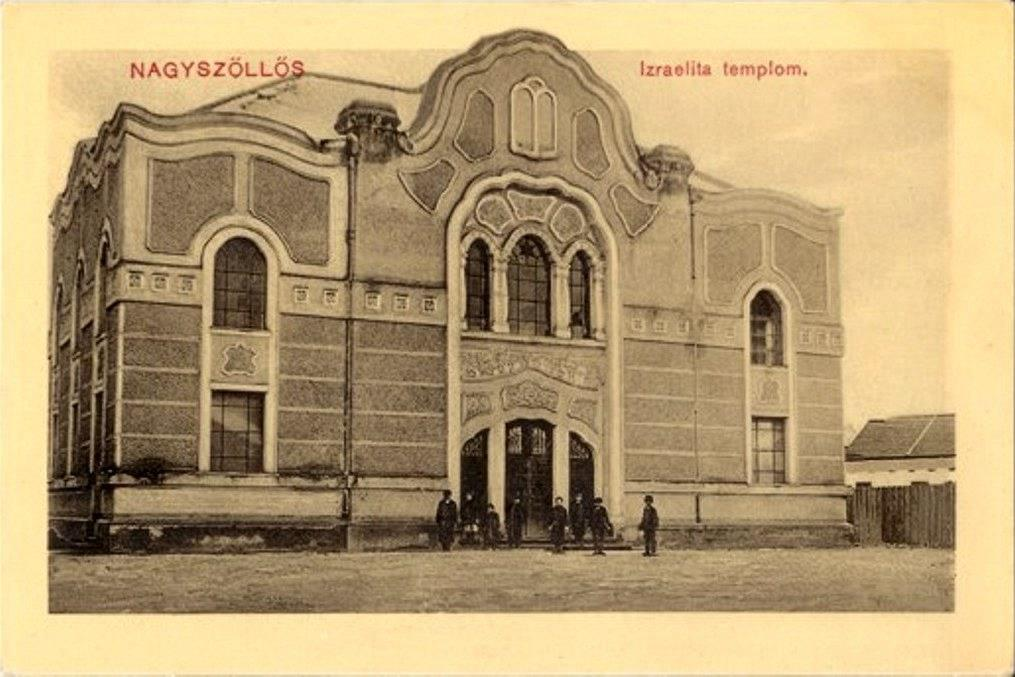
Модернова будівля синагоги

## Міста-побратими
- Угорщина — Ньїрбатор
- Угорщина — Фегердьярмат
- Польща — Динів (з 28 серпня 2005 року)
- Словаччина — Вранов-над-Топльоу

## Відомі люди

### Народилися
- Авель Сочка ЧСВВ (нар. 1972) — єпископ Ньїредьгазької єпархії Угорської греко-католицької церкви.
- Безега Олександр Степанович (1977—2015) — солдат Збройних сил України, учасник російсько-української війни[14].
- Йожеф Грашші(1894—1946) — угорський воєначальник, фельдмаршал-лейтенант угорської армії, группенфюрер СС і генерал-лейтенант військ СС.
- Ковач Адальберт Адальбертович (1978—2015) — солдат Збройних сил України, учасник російсько-української війни.
- Лаутнер Емеріх Емільович (1929) — радянський футболіст.
- Мілютін Дмитро Станіславович (1980—2023) — капітан Збройних сил України, кавалер ордена «За мужність» III ступеня, загинув у Зарічному Запорізької області внаслідок російського удару[15].
- Пуканич Адріан Миколайович (нар. 1983) — український футболіст.
- Розман Олександр Олександрович (нар. 1989) — український футболіст.
- Альта Вашова (*1939) — словацька письменниця та сценаристка.
- Золтан Бараньї (12.12.1888 — 25.08.1948 р.) — історик літератури та письменник-юрист.
- Ендре Нодь (Надь) (Ендре Грос; 5.02.1877 — 5.05.1938, Будапешт) — угорський журналіст, письменник. «Батько угорського кабаре».
- Пол Гегеші Кіш (2.11.1900 — 3.04.1993) лікар лауреат премії Кошута, педіатр, дитячий психолог, дійсний член Угорської академії наук.
- Клодзінський Ігор (загинув 1 жовтня 2022 року) — Герой України. Відзначився на Херсонському напрямку в російсько-українській війні.
- Головко Роман Михайлович (загинув 1 жовтня 2022 року) — Герой України. Молодший сержант відзначився на Херсонському напрямку в російсько-українській війні[16].
- Чігор Едуард — солдат ЗСУ. Зник безвісті у жовтні 2022 р. в ході бойових дій на Херсонщині. 2 березня 2023 р. стало відомо, що він загинув[17].
- Лівія Роткірхен — дослідниця Голокосту.
- Магочій (Гальмаш) Василь Михайлович (народився 31.05.1994 р.) — військовий ЗСУ, який захищає Україну в складі 10-ї окремої гірсько-штурмової бригади «Едельвейс» на передових позиціях на Бахмутському напрямку[18].

### Пов'язані з містом
- Русин Павло (1470—1517) — український, польський поет і мислитель доби Відродження; перебував на дворі власника Виноградова — підкоморія Ґабора Перені — під час епідемії в Кракові.[19]
- Рощахівський Михайло Андрійович (с. Концев, 24.01.1891—20.02.1952, Виноградів) — український педагог, фольклорист, диригент, композитор, засновник і директор музичної школи
- Ворон Андрій Михайлович (1901—1962) — український громадський, освітній діяч, письменник. Вчителював у Севлюшській горожанській школі, видав «Альманах підкарпатських українських письменників»
- Голота Яків (30.10.1880—17.09.1964) — культурно-освітній діяч, учасник ПСВ, військовий УГА. Працював професором учительської семінарії. Організував збройний опір угорським загарбникам.
- Бела Барток (1881—1945) — видатний угорський композитор; на початку ХХ ст. в місті жив і творив. Його іменем названа Виноградівська музична школа.
- Імре Ревес (1859—1945) — відомий угорський художник, провів останні роки свого життя у Виноградові, тут помер і похований. В радянські часи його ім'я було присвоєне загальноосвітній школі № 4.
- Акош Ратоньї (Порумбешті, 8 листопада 1868 — Виноградово, 24 березня 1923), актор оперети та театру
- Людовит Ельшлеґер (5 березня 1896 — † 1 вересня 1984) — угорсько-німецький архітектор, спроектував ратушу міста.
- Федорко Степан — український греко-католицький священник, активний учасник служіння періоду підпілля Греко-Католицької Церкви у часи її переслідування в СРСР.[20]
- Гріга Андрій Андрійович(10.04.1954—30.03.2014) — педагог, композитор та музикант, громадський діяч, член Національної спілки композиторів України, засновник та директор Міжнародного фестивалю пісні і танцю «Кришталеві грона»[21].
- Афанасьєв Віктор Вікторович (1992—2017) — український військовий, учасник війни на сході України.
- Ласьков Олександр Леонідович — старший сержант Збройних сил України, учасник російсько-української війни.
- Любка Андрій Степанович (нар. 1987) — український романіст, поет, перекладач та есеїст. Довгий час мешкав у місті Виноградів. Продовжує відвідувати місто.[22]

### Спорт
- ФК «Севлюш» був заснований у 2000 році. Із того часу команда щорічно захищає честь Виноградівського району в обласних змаганнях.

## Виноски
1. ↑  Назва походить з угорської мови та збереглася у деяких інших мовах (угор. Nagyszőlős; рум. Seleușu Mare; чеськ. і словац. Velká Sevljuš; пол. Sewlusz; русин. Сивлюш, Севлюш). У словʼянських мовах переважно використовують сучасну назву (чеськ. і словац. Vinohradov; пол. Wynogradów; русин. Виноградово)